# Прапор Федерації Південної Аравії
Прапор Федерації Південної Аравії — офіційний та єдиний прапор Федерації Південної Аравії за весь час її існування. Прапор був затверджений 11 лютого 1959 року, як прапор Федерації Арабських Еміратів Півдня — держави, яка була попередником Федерації Південної Аравії.

## Опис
Полотно прапору має кілька ліній, розфарбованих у панафриканські кольори, у центрі зображений півмісяць і зірка — символ ісламу.